# Kõruse
Kõruse est un village d'Estonie situé dans la commune de Saaremaa (jusqu'en octobre 2017 commune de Kihelkonna) du comté de Saare.